# Sarsameira elegantula
Sarsameira elegantula är en kräftdjursart som beskrevs av Kunz 1975. Sarsameira elegantula ingår i släktet Sarsameira och familjen Ameiridae. Inga underarter finns listade i Catalogue of Life.